# Salomon Jadassohn
Salomon Jadassohn, född den 13 augusti 1831 i Breslau, död den 1 februari 1902 i Leipzig, var en tysk pianist, musikteoretiker och tonsättare. Han var far till Alexander Jadassohn.

## Biografi
Salomon Jadassohn föddes 1831 i Breslau. Jadassohn blev, efter fullbordade studier för Franz Liszt och Moritz Hauptmann, 1866 dirigent för sångföreningen Psalterion i Leipzig. Han var 1867–1869 kapellmästare för Euterpe och blev 1871 lärare i musikteori, komposition och instrumentation vid Leipzigkonservatoriet. Jadassohn blev 1887 filosofie hedersdoktor vid Leipzigs universitet och fick 1893 professors titel. Han blev 1900 ledamot av svenska Kungliga Musikaliska Akademien. Jadassohn avled 1902 i Leipzig.
Hans kompositioner vann erkännande för behagliga idéer och tadellös faktur. Särskilt bekanta blev Jadassohns arbeten i kanonform: sångduetter, orkestermusik och pianoserenader, fyrhändig balettmusik. För övrigt skrev han fyra symfonier, ouvertyrer, konserter, pianotrior, pianokvartetter, pianokvintetter och en pianosextett, stråkkvartetter, preludier och fugor samt körverk.